# 第44回ボストン映画批評家協会賞
44th BSFC Awards

2023年12月10日

作品賞: 

ホールドオーバーズ 置いてけぼりのホリディ
第44回ボストン映画批評家協会賞（だい44かいボストンえいがひひょうかきょうかいしょう、44th Boston Society of Film Critics Awards）は、2023年の映画を対象とした映画賞で、2022年12月10日に受賞者が発表された。

## 受賞一覧

### 作品賞
- 受賞：『ホールドオーバーズ 置いてけぼりのホリディ』
  - 次点：『関心領域』
  - 次点：『メイ・ディセンバー ゆれる真実』

### 監督賞
- 受賞：ジョナサン・グレイザー - 『関心領域』
  - 次点：クリストファー・ノーラン - 『オッペンハイマー』
  - 次点：トッド・ヘインズ - 『メイ・ディセンバー ゆれる真実』

### 主演男優賞
- ポール・ジアマッティ - 『ホールドオーバーズ 置いてけぼりのホリディ』
  - 次点：キリアン・マーフィー - 『オッペンハイマー』
  - 次点：役所広司 - 『PERFECT DAYS』

### 主演女優賞
- 受賞：リリー・グラッドストーン - 『キラーズ・オブ・ザ・フラワームーン』
  - 次点：エマ・ストーン - 『哀れなるものたち』
  - 次点：ナタリー・ポートマン - 『メイ・ディセンバー ゆれる真実』

### 助演男優賞
- 受賞：ライアン・ゴズリング - 『バービー』
  - 次点：チャールズ・メルトン - 『メイ・ディセンバー ゆれる真実』
  - 次点：マーク・ラファロ - 『哀れなるものたち』
  - 次点：ロバート・ダウニー・ジュニア - 『オッペンハイマー』

### 助演女優賞
- 受賞：ダヴァイン・ジョイ・ランドルフ - 『ホールドオーバーズ 置いてけぼりのホリディ』

### 脚本賞
- 受賞：デヴィッド・ヘミングソン - 『ホールドオーバーズ 置いてけぼりのホリディ』
  - 次点：サミー・バーチ（英語版） - 『メイ・ディセンバー ゆれる真実』
  - 次点：ニコール・ホロフセナー - 『You Hurt My Feelings』

### 脚色賞
- 受賞：ジョナサン・グレイザー - 『関心領域』
  - 次点：ケリー・フレモン・クレイグ（英語版） - 『Are You There God? It's Me, Margaret.』
  - 次点：エリック・ロス、マーティン・スコセッシ - 『キラーズ・オブ・ザ・フラワームーン』

### アニメ映画賞
- 受賞：『君たちはどう生きるか』
  - 次点：『ミュータント・タートルズ:ミュータント・パニック!（英語版）』
  - 次点：『スパイダーマン:アクロス・ザ・スパイダーバース』
  - 次点：『ロボット・ドリームズ』
  - 次点：『The Peasants』

### ドキュメンタリー映画賞
- 『Geographies of Solitude』
  - 次点：『実録 マリウポリの20日間』
  - 次点：『The Disappearance of Shere Hite』
  - 次点：『ココモ・シティ（英語版）』
  - 次点：『Menus-Plaisirs – Les Troisgros』

### 撮影賞
- 受賞：ジョナサン・リケブール - 『ポトフ 美食家と料理人』
  - 次点：ロビー・ライアン - 『哀れなるものたち』
  - 次点：ロバート・D・イェーマン - 『アステロイド・シティ』

### 編集賞
- 受賞：セルマ・スクーンメイカー - 『キラーズ・オブ・ザ・フラワームーン』
- 次点：ジェニファー・レイム（英語版） - 『オッペンハイマー』

### 音楽賞
- 受賞：ロビー・ロバートソン - 『キラーズ・オブ・ザ・フラワームーン』
  - 次点：ミカ・レヴィ（英語版） - 『関心領域』

### 新人映画製作者賞
- 受賞：セリーヌ・ソン - 『パスト ライブス/再会』
  - 次点：コード・ジェファーソン - 『アメリカン・フィクション』
  - 次点：A・V・ロックウェル（英語版） - 『A Thousand and One』

### 外国語映画賞
- 受賞：『関心領域』

### アンサンブル・キャスト賞
- 受賞：『オッペンハイマー』
  - 次点：『アステロイド・シティ』
  - 次点：『アイアンクロー』
  - 次点：『キラーズ・オブ・ザ・フラワームーン』